# Archie Williams
Archibald („Archie”) Franklin Williams (ur. 1 maja 1915 w Oakland w Kalifornii, zm. 24 czerwca 1993 w Fairfax w Kalifornii) – amerykański lekkoatleta sprinter, mistrz olimpijski.
Był Afroamerykaninem. Jako lekkoatleta specjalizował się w biegu na 400 metrów. Nie był szerzej znany przed 1936. Natomiast w tym roku systematycznie poprawiał swe rekordy życiowe, aż w przedbiegu podczas akademickich mistrzostw USA (NCAA) ustanowił rekord świata na 400 metrów wynikiem 46,1 s. Na igrzyskach olimpijskich w 1936 w Berlinie zdobył złoty medal na tym dystansie. Startował wyczynowo do 1939, ale nie odniósł większych sukcesów.
Po ukończeniu University of California, Berkeley Williams zdobył uprawnienia pilota statków powietrznych, a następnie instruktora lotnictwa. W czasie II wojny światowej był instruktorem czarnoskórych pilotów w Tuskegee. Służył w Siłach Powietrznych Stanów Zjednoczonych przez 22 lata dochodząc do stopnia podpułkownika.